# خورشیدگرفتگی ۱۲ نوامبر ۱۹۶۶
خورشیدگرفتگی ۱۲ نوامبر ۱۹۶۶ (به انگلیسی: Solar eclipse of November 12, 1966) یک خورشیدگرفتگی از نوع خورشیدگرفتگی کامل است. این خورشیدگرفتگی در تاریخ ۱۲ نوامبر ۱۹۶۶ میلادی (‎۲۱ آبان ۱۳۴۵ خورشیدی) روی داد که زمان اوج آن، ساعت ۱۴:۲۳:۲۸ به‌وقت ساعت هماهنگ جهانی بوده‌است. مدت زمان و طول این خورشیدگرفتگی ۱ دقیقه و ۵۷ ثانیه بود.